# Haltepunkt Kettwig Stausee
Der Haltepunkt Kettwig Stausee ist ein S-Bahnhof im Essener Stadtteil Kettwig. Er befindet sich an der zwischen Düsseldorf und Hagen verlaufenden Ruhrtalbahn und wird von der Linie S 6 angefahren. Es besteht eine Umsteigemöglichkeit zur Linie 772 der Rheinbahn in Richtung Kettwig-Mitte und Heiligenhaus. Der Haltepunkt verfügt über einen Mittelbahnsteig mit Zugang durch einen Tunnel unterhalb der Gleise. Direkt hinter dem Ausgang befindet sich der namensgebende Kettwiger Stausee.

## Geschichte
Der Haltepunkt wurde im Zuge der Sprengung der Kettwiger Eisenbahnbrücken 1945 als behelfsmäßige Endhaltestelle der aus Düsseldorf und Velbert eintreffenden Züge unter dem Namen Kettwig-Pusch eingerichtet. In den 1950er Jahren wurde ein Empfangsgebäude am Ende der Gleise in Richtung Mülheim an der Ruhr errichtet, welches 1981 wieder abgebrochen wurde. Nach dem Wiederaufbau der Eisenbahnbrücke in Richtung Essen Hauptbahnhof erhielt der Haltepunkt seinen heutigen Namen.
Von 1926 bis 1960 hat sich hinter dem Haltepunkt, in Richtung Düsseldorf, der Abzweig der Niederbergbahn von der Ruhrtalbahn und unterhalb des oberen Bahnsteiges von 1945 bis 1968 der Endhaltepunkt der Züge aus Mülheim an der Ruhr über die Untere Ruhrtalbahn befunden.
Im Januar 2024 kam es zu einem Erdrutsch im Trassenabschnitt zwischen dem Bahnhof Hösel und Haltepunkt Kettwig Stausee, dessen Beseitigung sowie Wiederherstellung des Betriebes voraussichtlich bis Mitte des Jahres 2026 dauern wird. Bis dahin findet in Stausee kein Zugverkehr statt, stattdessen ist ein Schienenersatzverkehr mit Bussen zwischen Ratingen Ost und Essen Kettwig eingerichtet.

## Bedienung
Seit 1968 bedient die S-Bahn Rhein-Ruhr mit der Linie S 6 den Haltepunkt. Hier besteht Anschluss zur Buslinie 772 der Rheinbahn.
| Linie | Verlauf | Takt |
| ----- | --- | --- |
| S 6   | Essen Hbf – Essen Süd – E-Stadtwald – E-Hügel – E-Werden – Kettwig – Kettwig Stausee – Hösel – Ratingen Ost – D-Rath – D-Rath Mitte – D-Derendorf – D-Zoo – D-Wehrhahn – Düsseldorf Hbf – D-Volksgarten – D-Oberbilk – D-Eller Süd – D-Reisholz – D-Benrath – D-Garath – D-Hellerhof – Langenfeld-Berghausen – Langenfeld (Rheinland) – Lev.-Rheindorf – Lev.-Küppersteg – Leverkusen Mitte – Lev.-Chempark – K-Stammheim – K-Mülheim – K-Buchforst – K-Messe/Deutz – Köln Hbf – K-Hansaring – K-Nippes (– K-Geldernstr./Parkgürtel – K-Longerich – K-Volkhovener Weg – K-Chorweiler – K-Chorweiler Nord – K-Blumenberg – K-Worringen) Stand: Fahrplanwechsel Dezember 2023 | 20 min (werktags) 30 min (sonn-/feiertags, Essen–Düsseldorf auch samstags) Nippes–Worringen nur werktags 5–20 Uhr und sonn-/feiertags 11–21 Uhr |
| 772   | Essen, Kettwiger Markt – Ringstraße (Kettwig , 550 m) – Kettwig vor der Brücke – Kettwig Stausee – Laupendahler Siedlung – Fachklinik Rhein/Ruhr – Heiligenhaus-Isenbügel, In der Rose – Abtsküche – Waldhotel – Bahnhofstraße – Heiligenhaus, Rathaus → Höseler Platz ← Unterstadt – Unterilp | 60 min |